# گغاماباک
گغاماباک (به ارمنی: Գեղամաբակ) یک شهر در ارمنستان است که در استان گغارکونیک واقع شده‌است. گغاماباک در ۸۳ کیلومتری جنوب شرق گاوار، مرکز استان گغارکونیک واقع شده‌است.

## خصوصیات
گغاماباک ۱۱۵ نفر جمعیت دارد و ۲٬۰۲۷ (۲٬۰۲۵) متر بالاتر از سطح دریا واقع شده‌است.
| سال   | ۱۸۹۷ | ۱۹۲۶ | ۱۹۳۹ | ۱۹۵۹ | ۱۹۷۰ | ۱۹۷۹ | ۱۹۸۹ | ۲۰۰۱ | ۲۰۰۴ |
| جمعیت | ۲۱۹  | ۲۴۲  | ۴۰۸  | ۳۷۱  | ۵۲۲  | ۶۶۳  | ۳۷   | ۱۱۵  | ۱۴۲  |